# Ludwig Fabricius
Ludwig Fabricius (12 de janeiro de 1921 - 15 de novembro de 2002) foi um comandante de U-Boot que serviu na Kriegsmarine durante a Segunda Guerra Mundial.